# اوریول بیچ (فلوریدا)
اوریول بیچ، فلوریدا (انگلیسی: Oriole Beach, Florida) اوریول بیچ اجتماعی است که ثبت قانونی نشده‌است و در سانتا رزا ساند واقع در سانتا رزا، فلوریدا، ایالات متحده قرار دارد. موقعیت آن در شرق گلف بریز و در شبه جزیره شیر پوینت که در حدود سه مایلی شمال پنساکولا بیچ، فلوریدا قرار دارد. ساحل اوریول بخشی از منطقه آماری کلان‌شهر آمریکن پنساکولا پری پس برند است.